# 101ª Divisione motorizzata "Trieste"
La 101ª Divisione motorizzata "Trieste" fu una divisione motorizzata del Regio Esercito italiano impiegata in Libia, Tunisia ed Egitto nella seconda guerra mondiale.

## Storia
La grande unità ebbe le sue origini nella Brigata "Sicilia" costituita il 16 aprile 1861 che aveva alle sue dipendenze organiche il 61º e il 62º Reggimento, sciolta nel 1871 e ricostituita nel 1881.
La brigata prese parte al primo conflitto mondiale impiegata inizialmente sul fronte italiano, riceve una citazione nel Bollettino di guerra nº 371 del 31 maggio 1916, e per la sua azione a Passo Buole, la bandiera di guerra del 62º sarebbe stata ricompensata con la medaglia di bronzo al valor militare Nella seconda metà del 1916 e fino al termine del conflitto, la brigata venne aggregata alla 35ª Divisione francese e inviata sul fronte dei Balcani dove la bandiera di guerra del 61º venne decorata con la Croce di guerra francese con palma.

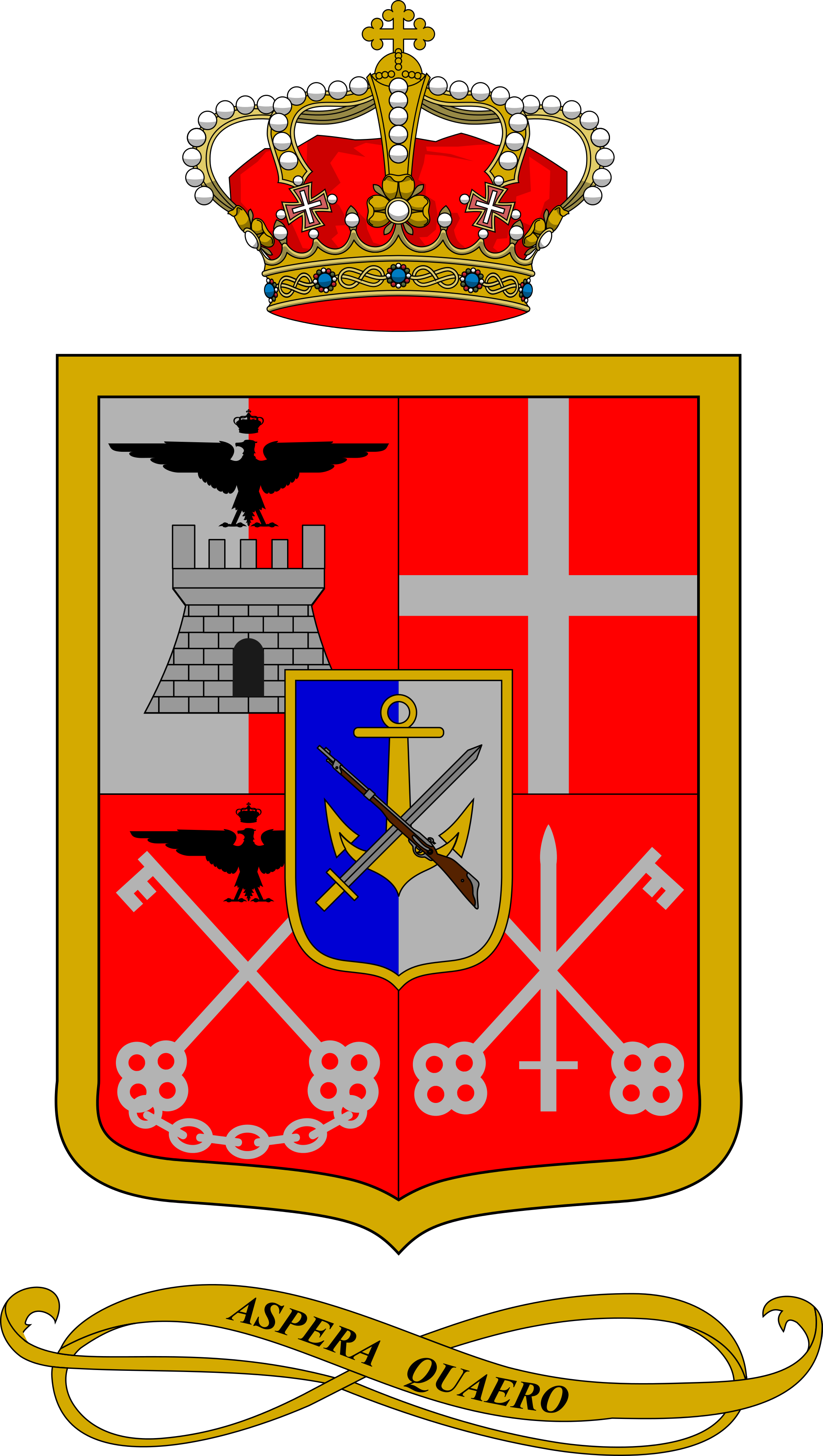
Lo stemma araldico del 65º Reggimento fanteria "Valtellina", 1939

In esecuzione della legge 11 marzo 1926 sull'ordinamento dell'esercito, che prevedeva la costituzione delle brigate su tre reggimenti, il 15 ottobre assunse la denominazione di VIII Brigata di Fanteria inquadrando, oltre agli storici 61º e 62º Reggimento fanteria, anche il 65º Reggimento fanteria "Valtellina" e, con il 46º Reggimento artiglieria da campagna entrò a far parte della Divisione Militare Territoriale di Piacenza (8ª), grande unità che nel 1934 assunse la denominazione di Divisione di Fanteria del Po (8ª), nominativo che si estende anche alla brigata che divenne Brigata di fanterìa del Po (VIII). Nel 1935 cedette il 46º Reggimento artiglieria alla Divisione "Trento" inquadrando al suo posto il 21º Reggimento artiglieria per Divisione di fanteria. Tra il novembre 1936 e il maggio 1937 cedette prima il 62º e poi il 61º Reggimento fanteria sempre alla Divisione Motorizzata Trento, ricevendo dalla Divisione di Fanteria Fossalta (16ª) il 66º Reggimento fanteria "Valtellina", costituendo, nel con il 65º Reggimento fanteria, il 66º Reggimento fanteria e il 21º Reggimento artiglieria, la Divisione motorizzata Po. Dopo avere inquadrato alle sue dipendenze, nel 1938, anche il 9º Reggimento bersaglieri, il 2 gennaio 1939 assunse il numero ordinativo di 101ª, e cambiando il 4 aprile dello stesso anno la sua denominazione, con le stesse unità diede vita alla 101ª Divisione motorizzata "Trieste". Nella stessa data anche il 66º Reggimento fanteria motorizzato "Valtellina" cambia la sua denominazione in 66º Reggimento fanteria "Trieste"
La grande unità iniziò la guerra prestando servizio sul territorio nazionale italiano, impiegata nel mese di giugno sul fronte francese. Dopo la cessazione delle ostilità con la Francia, nel novembre del 1940 venne inviata in Puglia per essere impiegata nell'organizzazione della difesa costiera nella zona di Lecce, ad eccezione del comando della divisionale, del 21º Reggimento artiglieria e di unità dei servizi che vennero trasferiti al fronte greco-albanese.

### Le operazioni in Africa settentrionale
Il 28 marzo il Comando Divisione rientrò dall'Albania e l'11 aprile 1941 si riunì con i reparti rimasti in Italia e venne destinata a Napoli per essere trasferita durante l'estate in Africa. Nel periodo precedente la partenza, il comandante dell'epoca, generale Alessandro Piazzoni emanò una serie di direttive per chiarire ai componenti della divisione stessa i compiti in fase di manovra offensiva e difensiva. La partenza per l'Africa avvenne con la divisione su due reggimenti di fanteria (65º e 66º) ed un reggimento di bersaglieri (9º) con artiglieria e armi d'accompagnamento.
Il primo ciclo operativo durò fino ai primi mesi del 1942, quando fu completata la riconquista della Cirenaica, in questo ciclo operò generalmente a contatto con l'Ariete, inquadrata nel Corpo d'armata di manovra diretto dal generale Gambara ma anche con le divisioni tedesche, come a el-Duda. La divisione mostrò le sue migliori qualità quando, riuscendo a organizzare capisaldi difensivi, ruppe lo slancio delle unità corazzate nemiche, spesso anche con l'appoggio della componente carrista fornita dall'Ariete. Il 31 gennaio 1942 con lo scioglimento del Comando XX Corpo d'Armata che si fuse con il comando della Piazza di Tripoli assumendo la denominazione di Comando Difesa della Tripolitania, la sua eredità nella stessa data venne raccolta dal Comando Corpo d'Armata di Manovra, che a partire dal 10 marzo 1942, prese il nome di Comando XX Corpo d'armata, nel quale vennero inquadrati sia l'"Ariete" che la "Trieste".
Constatate le lacune nell'organico divisionale, furono aggiunti l'XI battaglione carri medi (tolto alla Littorio) su carri M13/40 e l'VIII battaglione bersaglieri corazzato, creato appositamente, su autoblindo, tuttavia perdendo il 9º reggimento bersaglieri, mentre i reggimenti di fanteria venivano riorganizzati su due battaglioni di tre compagnie (prima erano organizzati su due battaglioni fucilieri ed un battaglione armi d'accompagnamento) e veniva modificata la catena di comando, introducendo il vice comandante di divisione ed il comandante della fanteria.
Dopo questa riorganizzazione, terminata nel maggio 1942, la divisione fu immediatamente utilizzata nella battaglia di Al-Gazala. In questa battaglia la Trieste ebbe un ruolo di notevole rilevanza, in quanto, nel tentativo di attraversare lo schermo difensivo a nord di Bir Hakeim, fu inizialmente fermata dalle forze della 150ª brigata (50ª divisione Northumbrian), attestata nel "box" (gli inglesi chiamavano box dei campi trincerati con munite postazioni anticarro e campi minati disposti a 360°) di Got el Ualeb. Quando parte delle forze inglesi si ritirò in seguito all'aggiramento di Bir Hakeim effettuato dal DAK e dall'Ariete la Trieste riuscì ad aprire un corridoio fino al "Calderone" (una zona chiamata dai tedeschi der Hexenkessel, letteralmente calderone di streghe), corridoio che permise il rifornimento delle forze mobili fino alla completa distruzione della 150ª brigata. Il 30 maggio la Trieste partecipò all'attacco della 150ª brigata, attaccandola da sud ed utilizzando gli obici 100/17 in funzione anticarro senza ottenere risultati significativi. L'attacco, ripreso il giorno successivo ed appoggiato a destra dalla Pavia ed a sinistra dalla 90. Leichte, portò allo sfondamento della linea difensiva, al contatto con le forze tedesche provenienti da nord ed alla successiva resa delle forze inglesi.
Immediatamente dopo la distruzione della 150ª brigata la Trieste fu inviata con la 90. Leichte ad attaccare Bir Hakeim. Contrariamente alle previsioni la Trieste si trovò di fronte ad una tenace resistenza nemica e fu bloccata a 700 m dalla fascia di protezione esterna dei campi minati che coprivano gli accessi alla linea di difesa vera e propria. Nei giorni successivi la fanteria divisionale cercò di aprire i varchi nei campi minati, mentre i bersaglieri operavano contro le forze mobili britanniche. Anche questi attacchi furono tenuti in stallo dalle artiglierie francesi. Infine l'8 giugno iniziò l'attacco, portato per la Trieste dal 65º reggimento fanteria, l'attacco, iniziato alle 6 del mattino, alle 5 di sera aveva ottenuto una penetrazione di solo un chilometro, nonostante l'appoggio fornito dalla Luftwaffe che aveva effettuato un numero notevoli di missioni utilizzando gli Stuka. Finalmente nella notte fra il 10 e l'11 giugno le forze francesi abbandonarono il caposaldo lasciandovi solo i feriti più gravi.

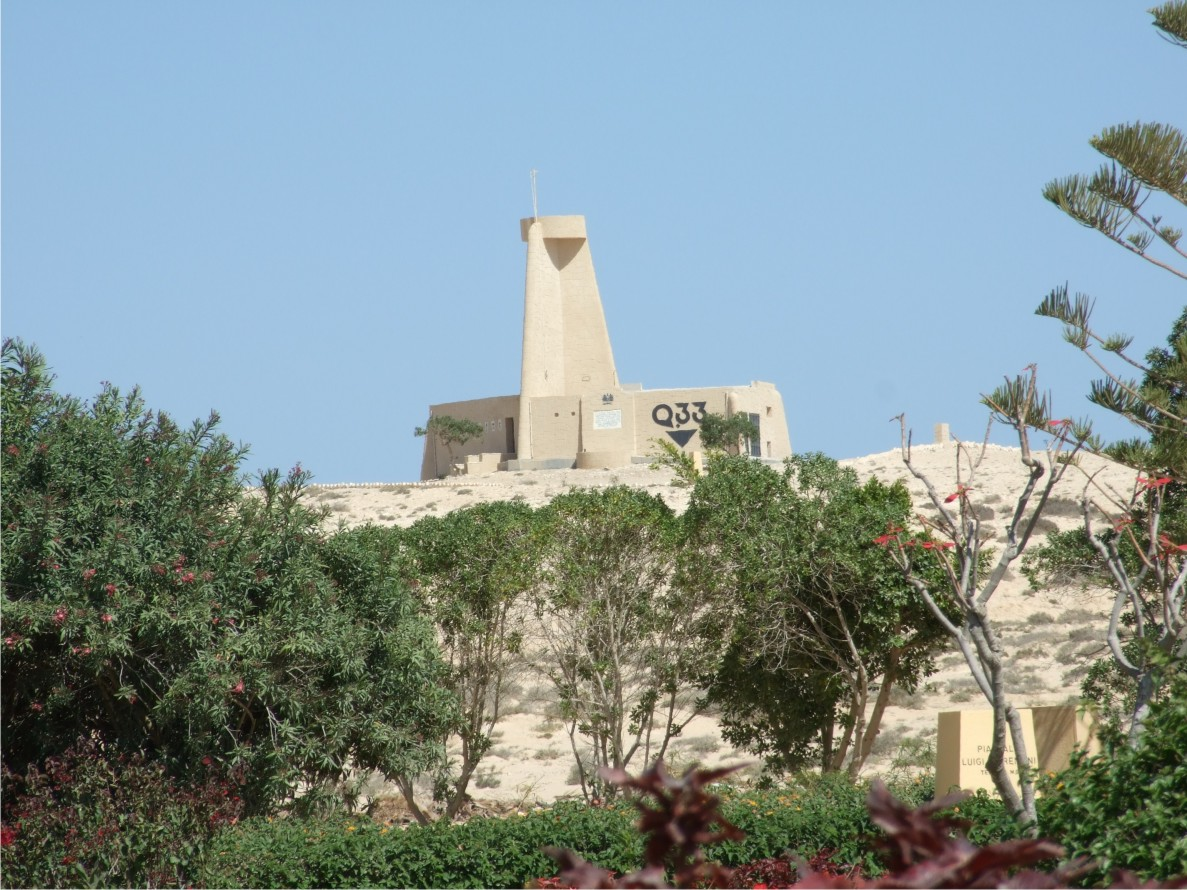
Sacrario militare italiano di El Alamein, il memoriale di Quota 33

Nei giorni successivi il peso delle operazioni divisionali fu sostenuto quasi esclusivamente dall'VIII battaglione bersaglieri, che si prodigò nel pattugliamento finalizzato alla rivelazione delle posizioni dell'artiglieria nemica. Quando infine la Trieste tornò ad operare unita, fu comunque bloccata davanti a Tobruk dalle postazioni difensive britanniche e dalle carenze logistiche che bloccarono l'azione dei guastatori divisionali per la mancanza di sufficienti rifornimenti di esplosivi.
In seguito alla vittoria di Gazala la Trieste partecipò all'inseguimento dei resti dell'8ª Armata fino ad El Alamein, dove arrivò nella notte fra il 30 giugno ed il 1º luglio. Dopo la prima battaglia, il 10 luglio in un tentativo di contrattacco, venne distrutta la compagnia III/XI Bersaglieri, e il carro di questa compagnia targato RE 3700, superata Quota 33, venne distrutto dal fuoco nemico. È il massimo punto dell'avanzata italiana verso Alessandria, ed il luogo ove dopo la guerra fu costruito il monumento al carrista.
La Trieste partecipò alla battaglia di Alam Halfa, sempre affiancando l'Ariete con le sue fanterie, ma la sua avanzata fu fermata poco dopo il superamento dei campi minati che proteggevano le posizioni britanniche. All'inizio della terza battaglia di El Alamein la Trieste era schierata nella parte meridionale del fronte e fu travolta quando giunse l'ordine di ripiegamento alla Folgore, l'VIII battaglione bersaglieri fu distrutto, i superstiti furono catturati il 6 novembre, i resti delle forze corazzate della Trieste si sacrificano per coprire la ritirata, e furono annientate a Tell el Aqqaqir. Dopo la battaglia le fanterie della Trieste erano rimaste praticamente l'unica unità italiana organizzata a coprire la ritirata.
La ritirata verso la Tunisia servì solo a ritardare la fine delle forze dell'Asse in Africa e la Trieste, dopo il crollo dell'estrema linea di difesa, si arrese agli angloamericani nel maggio 1943.

### Le ricostituzione nel dopoguerra
La Grande Unità è stata ricostituita a Bologna nel 1950 come Divisione fanteria "Trieste" dell'Esercito italiano e dopo essere stata trasformata in brigata meccanizzata nel 1975 con la denominazione di Brigata meccanizzata "Trieste" è stata di nuovo sciolta il 31 maggio 1991 nel quadro del riordinamento della Forza Armata.

## La rilevanza dellaTriesteper l'organica
La divisione Trieste ebbe una notevole importanza del quadro dell'organico e dello sviluppo dottrinario dei mezzi corazzati nel Regio Esercito. L'organico adottato dalla Trieste in Libia inizialmente fu il Tipo AS (Africa Settentrionale), (vedi il punto 1941 nella sezione Struttura). La divisione era su due reggimenti di fanteria, ognuno su due battaglioni fucilieri e un battaglione armi d'accompagnamento, per un totale di 2440 uomini fra ufficiali, sottufficiali e truppa, un reggimento di bersaglieri, con una struttura simile a quella dei reggimenti di fanteria, ma con una compagnia motociclisti in più ed i battaglioni bersaglieri autoportati, ed un reggimento di artiglieria più i servizi. Le mancanze più gravi dal punto di vista organico erano la mancanza di un'unità esplorante e di una componente di carri propria, ma, ancora più grave, era che gli unici reparti con mobilità propria erano i due battaglioni autocarrati dei bersaglieri, mentre per i battaglioni di fucilieri non era prevista la presenza in organico di mezzi di trasporto.
Dopo il primo ciclo operativo la divisione fu riorganizzata secondo quanto appreso dall'esperienza sul campo, dando origine al Tipo Divisione Motorizzata A.S.42 (Africa Settentrionale 1942). Avendo constatato i problemi operativi legati alla mancanza di una componente corazzata o blindata propria furono aggiunti all'organico della divisione un battaglione carristi su M13/40, ed un battaglione bersaglieri su autoblindo, mentre veniva tolto il reggimento bersaglieri. Fu riorganizzata anche la catena di comando della divisione, creando un vicecomandante di divisione ed un comandante delle fanterie divisionali. I reggimenti di fanteria furono riorganizzati su due battaglioni e le compagnie costituenti i battaglioni furono portate da quattro a tre. In questo modo l'organico totale della divisione passava a 6671 uomini, con un rapporto artiglieria/fanteria più alto. Non veniva tuttavia risolto il problema dei trasporti, che restavano comunque concentrati nell'autogruppo divisionale.
Il maggiore difetto del nuovo organico veniva dal fatto che le forze della Trieste erano autocarrate, mancando, all'epoca, nella produzione italiana dei mezzi per trasportare la fanteria fino al limite del campo di battaglia (quelli che dopo la guerra furono chiamati Veicoli trasporto truppe), che invece era disponibili per le forze tedesche, con i SdKfz 250 e SdKfz 251, che talvolta portavano le fanteria anche entro il campo di battaglia. L'equipaggiamento della Trieste, per quanto riguardava i trasporti per la fanteria, invece si limitava agli SPA 38R, ai Lancia 3 RO ed ai Breda Dovunque, tutti e tre veicoli ruotati disarmati, non corazzati e senza trazione integrale, essendo i primi due 4x2 e solo il Breda 6x4. Queste limitazioni imponevano alla fanteria di scendere dai mezzi di trasporto ad una certa distanza dal campo di battaglia, che dovevano raggiungere a piedi trasportando le armi proprie e di reparto, riducendo così in modo notevole la rapidità di movimenti in faccia al nemico.

## Struttura
1940
- Comando
- 65º Reggimento fanteria motorizzata "Valtellina"
- 66º Reggimento fanteria motorizzata "Valtellina"
- 9º Reggimento bersaglieri
- 21º Reggimento artiglieria motorizzata
- 101º Battaglione del genio motorizzato
- Battaglione mitraglieri motorizzato

1941
- Comando

Vicecomandante (Gen. B. Ugo Tabellini poi, dal 16 ottobre 1941, Gen. B. Arnaldo Azzi)
- 65º Reggimento fanteria motorizzata "Valtellina"
- 66º Reggimento fanteria motorizzata "Valtellina"
- 9º Reggimento bersaglieri
- 21º Reggimento artiglieria motorizzata "Po"
- 508º Battaglione artiglieria misto

febbraio 1942
- Comando
- 65º Reggimento fanteria motorizzata "Valtellina"
- 66º Reggimento fanteria motorizzata "Valtellina"
- 9º Reggimento bersaglieri
- 21º Reggimento artiglieria motorizzata "Po"
- 52º Battaglione del genio motorizzato

ottobre 1942
- Comando
- 65º Reggimento fanteria motorizzata "Valtellina"
- 66º Reggimento fanteria motorizzata "Valtellina"
- 8º Battaglione bersaglieri autoblindo
- XI° Battaglione carri M
- 21º Reggimento artiglieria motorizzata "Po"
- 32º Battaglione misto del genio motorizzato
- X Battaglione CC.NN. A.S.
- LXXXII Battaglione Rifornimenti
- CII Batteria Artiglieria Guardia alla Frontiera

## Comandanti
| Grado                 | Nome                | Dal               | Fino al          |
| --------------------- | ------------------- | ----------------- | ---------------- |
| Generale di divisione | Emilio Garavelli    | 1º aprile 1939    | 9 agosto 1939    |
| Generale di divisione | Vito Ferroni        | 10 agosto 1939    | 9 settembre 1940 |
| Generale di divisione | Alessandro Piazzoni | 10 settembre 1940 | 10 dicembre 1941 |
| Generale di brigata   | Arnaldo Azzi        | 11 dicembre 1941  | 29 luglio 1942   |
| Generale di divisione | Francesco La Ferla  | 30 luglio 1942    | 13 maggio 1943   |